# Дан Корнеліуссон
Дан Корнеліуссон (швед. Dan Corneliusson, нар. 2 жовтня 1961, Тролльгеттан) — шведський футболіст, що грав на позиції нападника, зокрема за «Гетеборг» та «Комо», а також за національну збірну Швеції.

## Клубна кар'єра
У дорослому футболі дебютував 1978 року виступами за команду «Гетеборг», в якій провів п'ять з половиною сезонів, взявши участь у 62 матчах чемпіонату. У складі «Гетеборга» був одним з головних бомбардирів команди, маючи середню результативність на рівні 0,47 гола за гру першості. Зокрема забив 12 голів у чемпіонаті Швеції переможного для команди сезону 1982, чого виявилося достатнім аби стати найкращим бомбардиром турніру. Згодом ставав у складі «Гетеборга» чемпіоном країни і 1983 року. У розіграші Кубка УЄФА 1981/82 допоміг рідній команді здобути цей континентальний трофей, зокрема відзначившись голом у другій грі фіналу змагання.
Сезон 1983/84 видиграв у нимецькому «Штутгарт», якому допоміг здобути титул  чемпіонів Німеччини того року.
1984 року продовжив кар'єру в Італії, приєднавшись до лав «Комо». Відіграв за команду з Комо наступні п'ять сезонів своєї ігрової кар'єри. Більшість часу, проведеного у складі «Комо», був основним гравцем атакувальної ланки команди, хоча особливою результативістю у її складі не відзначався.
Згодом у 1989–1990 роках грав за швейцарський «Веттінген», після чого повернувся на батьківщину, де протягом двох років пограв за «Мальме».
Завершував ігрову кар'єру виступами за нижчолігові шведські «Квідінг» і «Карлстад» у 1993—1995 роках.

## Виступи за збірну
1982 року дебютував в офіційних матчах у складі національної збірної Швеції. В подальшому викликався до лав національної команди нерегулярно і до кінця 1980-х провів у її формі 22 матчі. При цьому демонстрував досить високу результативність, забивши в цих матчах 12 голів.
| Дата       | Місто      | Господарі      | Результат | Гості          | Турнір            | Голи | Примітки |
| ---------- | ---------- | -------------- | --------- | -------------- | ----------------- | ---- | -------- |
| 11-8-1982  | Осло       | Норвегія       | 1 – 0     | Швеція         | товариський матч  | -    |          |
| 8-9-1982   | Бухарест   | Румунія        | 2 – 0     | Швеція         | Відбір до ЧЄ 1984 | -    |          |
| 13-11-1982 | Нікосія    | Кіпр           | 0 – 1     | Швеція         | Відбір до ЧЄ 1984 | 1    |          |
| 27-4-1983  | Утрехт     | Нідерланди     | 0 – 3     | Швеція         | товариський матч  | 2    |          |
| 15-5-1983  | Мальме     | Швеція         | 5 – 0     | Кіпр           | Відбір до ЧЄ 1984 | 1    |          |
| 29-5-1983  | Гетеборг   | Швеція         | 2 – 0     | Італія         | Відбір до ЧЄ 1984 | -    |          |
| 9-6-1983   | Стокгольм  | Швеція         | 0 – 1     | Румунія        | Відбір до ЧЄ 1984 | -    |          |
| 22-6-1983  | Гетеборг   | Швеція         | 3 – 3     | Бразилія       | товариський матч  | 2    |          |
| 7-9-1983   | Гельсінкі  | Фінляндія      | 0 – 3     | Швеція         | товариський матч  | -    |          |
| 21-9-1983  | Стокгольм  | Швеція         | 1 – 0     | Чехословаччина | Відбір до ЧЄ 1984 | 1    |          |
| 15-10-1983 | Неаполь    | Італія         | 0 – 3     | Швеція         | Відбір до ЧЄ 1984 | -    | 84'      |
| 23-5-1984  | Норрчепінг | Швеція         | 4 – 0     | Мальта         | Відбір до ЧС 1986 | 1    |          |
| 26-9-1984  | Мілан      | Італія         | 1 – 0     | Швеція         | товариський матч  | -    | 54'      |
| 17-10-1984 | Кельн      | ФРН            | 2 – 0     | Швеція         | Відбір до ЧС 1986 | -    | 68'      |
| 11-9-1985  | Копенгаген | Данія          | 0 – 3     | Швеція         | товариський матч  | 1    |          |
| 25-9-1985  | Стокгольм  | Швеція         | 2 – 2     | ФРН            | Відбір до ЧС 1986 | 1    |          |
| 16-10-1985 | Прага      | Чехословаччина | 2 – 1     | Швеція         | Відбір до ЧС 1986 | 1    |          |
| 1-5-1986   | Мальме     | Швеція         | 0 – 0     | Греція         | товариський матч  | -    |          |
| 14-5-1986  | Зальцбург  | Австрія        | 1 – 0     | Швеція         | товариський матч  | -    | 79'      |
| 14-11-1987 | Неаполь    | Італія         | 2 – 1     | Швеція         | Відбір до ЧЄ 1988 | -    | 65'      |
| 26-9-1990  | Стокгольм  | Швеція         | 2 – 0     | Болгарія       | товариський матч  | 1    | 46'      |
| 10-10-1990 | Стокгольм  | Швеція         | 1 – 3     | Німеччина      | товариський матч  | -    | 58'      |
| Усього     |            | Матчів         | 22        |                | Голів             | 12   |          |

## Титули і досягнення

### Командні
- Чемпіон Швеції (2):

«Гетеборг»: 1982, 1983
- Володар Кубка Швеції (2):

«Гетеборг»: 1982, 1983
- Чемпіон Німеччини (1):

«Штутгарт»: 1983-1984
- Володар Кубка УЄФА (1):

«Гетеборг»: 1981-1982

### Особисті
- Найкращий бомбардир чемпіонату Швеції (1):

1982 (12 голів)